# Stanisław Strama
Stanisław Strama (ur. 28 września 1931 w Katowicach, zm. 17 kwietnia 1984 w Krakowie) – polski inżynier hutnik, organizator przemysłu hutniczego, autor patentów.
Ukończył II Liceum Ogólnokształcące im. Króla Jana III Sobieskiego w Krakowie oraz Akademię Górniczo-Hutniczą im. Stanisława Staszica, w 1975 uzyskał doktorat w dziedzinie nauk technicznych.
Już w czasie studiów rozpoczął pracę w Hucie im. Lenina w Nowej Hucie, gdzie w wydziale odlewni przeszedł wszystkie szczeble kariery zawodowej; w 1975 powołany na stanowisko głównego inżyniera ds. techniki Huty im. Lenina, a w 1976 awansował na stanowisko dyrektora technicznego Kombinatu.
Po odejściu z Huty im. Lenina pracował w Hucie Florian w Świętochłowicach (od 1978), gdzie był dyrektorem naczelnym, a następnie (w 1983) został naczelnym dyrektorem Kombinatu Metalurgicznego Huta Katowice w Dąbrowie Górniczej, którą to funkcję sprawował do końca życia.
W kwietniu 1984 roku zmarł na skutek obrażeń doznanych w wypadku samochodowym. Pochowany w alei zasłużonych cmentarza Rakowickiego w Krakowie (kwatera LXIX pas A-II-15).
Był autorem licznych wniosków racjonalizatorskich, patentów i technologii. Od 1977 wykładał na wydziale metalurgicznym AGH.
Odznaczony Krzyżem Kawalerskim Orderu Odrodzenia Polski, Krzyżem Zasługi, tytułem „Zasłużony Hutnik PRL” oraz pośmiertnie Krzyżem Komandorskim Orderu Odrodzenia Polski.